# Paraploactis hongkongiensis
Paraploactis hongkongiensis är en fiskart som först beskrevs av Chan, 1966.  Paraploactis hongkongiensis ingår i släktet Paraploactis och familjen Aploactinidae. Inga underarter finns listade i Catalogue of Life.